# Ермаковка (Красноярский край)
Ермаковка — деревня в Абанском районе Красноярского края России. Входит в состав Новоуспенского сельсовета.

## История
Деревня Ермаковская была основана в 1907 году. По данным 1926 года в деревне имелось 53 хозяйства и проживало 309 человек (в основном — белорусы). Административно деревня входила в состав Новоуспенского сельсовета Абанского района Канского округа Сибирского края.

## География
Деревня находится в центральной части района, к востоку от реки Почет (левый приток реки Бирюса), примерно в 24 км (по прямой) к северо-востоку от посёлка Абан, административного центра района. Абсолютная высота — 273 метра над уровнем моря.

## Население
| 1926 | 1989 | 2002 | 2010 |
| ---- | ---- | ---- | ---- |
| 309  | ↘46  | ↘16  | ↘3   |

Гендерный состав
По данным Всероссийской переписи населения 2010 года 2 мужчины и 1 женщина из 3 чел.
Национальный состав
Согласно результатам переписи 2002 года, в национальной структуре населения русские составляли 87 % из 16 чел.

## Улицы
Уличная сеть деревни состоит из одной улицы (ул. Трактовая).